# Monnayeur (technologie)
Pour les articles homonymes, voir Monnayeur.
Un monnayeur est un dispositif utilisé dans les distributeurs automatiques, chargé de vérifier si une pièce est conforme à une valeur donnée. Les modèles les plus récents acceptent le plus souvent toute une série de pièces et trient chacune selon sa valeur. Le terme désigne également la personne qui fabrique la monnaie.
Un monnayeur est également un accessoire des caissiers et caissières. Il permet de compter rapidement des pièces disposées manuellement sur un plateau préformé par catégories et quantités. 

## Principe
Les éléments permettant de trier une pièce ne sont pas très nombreux. On peut citer :
- son diamètre et son épaisseur, qui peuvent se tester avec des gabarits
- son poids, qui peut se tester avec un petit dispositif à ressort
- sa conductivité électrique

Les pièces bimétalliques (dont le centre se compose d'un autre métal que la périphérie) permettent de surcroît un test de moment d'inertie de la pièce, qui sera différent de celui d'une pièce monométallique.

## Fonctionnement
Il existe plusieurs types de monnayeurs : les monnayeurs mécaniques, les comparateurs et les monnayeurs électroniques.

### Monnayeurs mécaniques

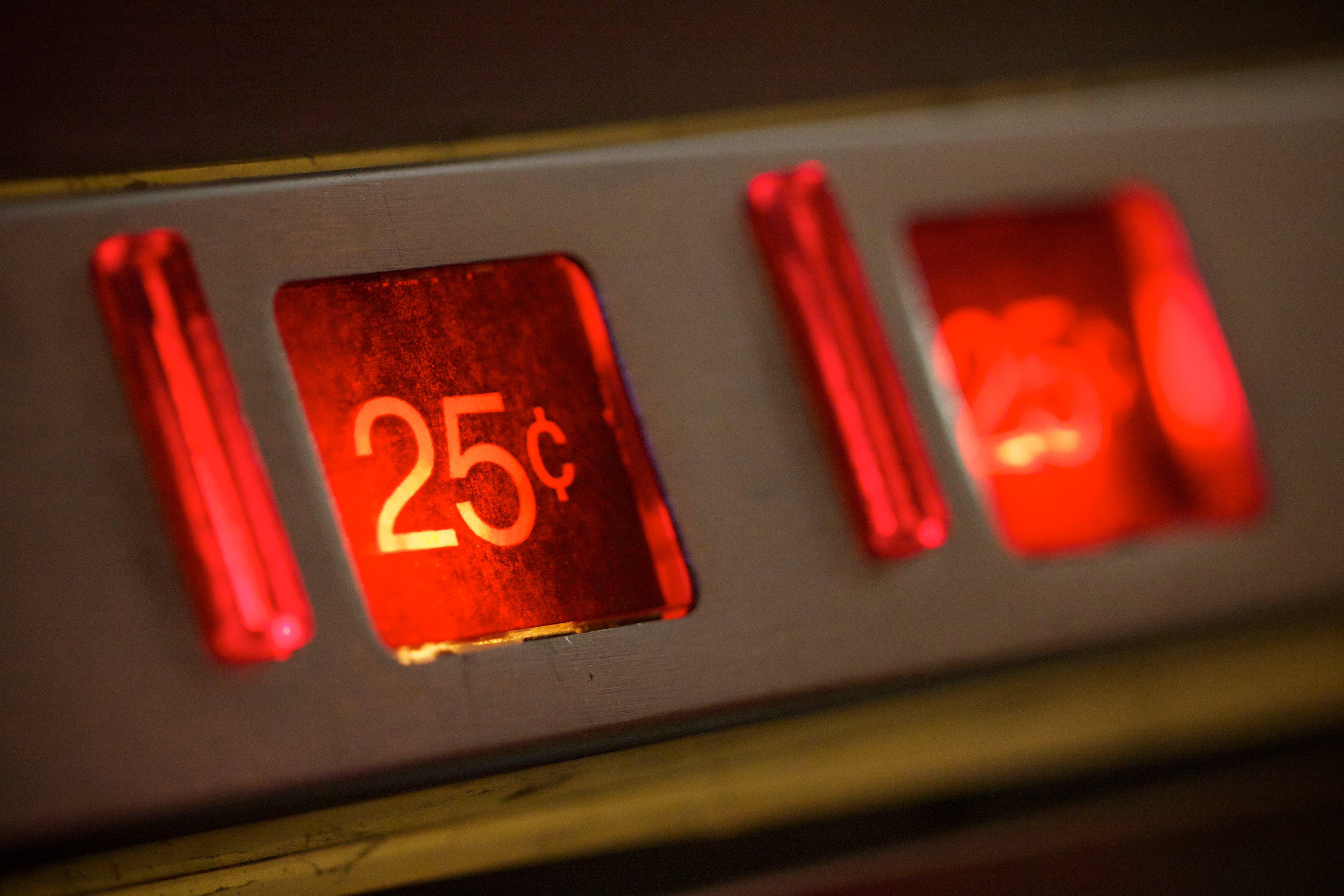
Détail d'un flipper américain montrant les fentes du monnayeur pour 2 pièces différentes (musée des flippers de Las Vegas).

Les monnayeurs mécaniques ne reconnaissent qu'un ou deux types de pièces. Un dispositif à base de monnayeurs mécaniques possède donc en général plusieurs fentes correspondant chacune aux pièces d'une valeur donnée, ou sont utilisés avec des jetons.
Exemple de fonctionnement d'un monnayeur mécanique : la pièce roule ou tombe dans le dispositif, et active un levier si son poids est supérieur ou inférieur à un poids prédéfini. Si le poids correspond, la pièce continue et une série de DEL permettent de déterminer sa taille et/ou sa largeur. La pièce roule finalement jusqu'à une série de trous dont la taille est définie de sorte à trier les pièces.
Les monnayeurs mécaniques ne peuvent en général pas faire la différence entre des pièces d'aspect similaire mais de devise différente, et sont donc d'une fiabilité limitée.

### Comparateurs
Le principe d'un comparateur est de comparer la pièce reçue avec une pièce étalon. Les monnayeurs basés sur ce principe n'acceptent généralement qu'un seul type de pièce.

### Monnayeurs électroniques
Les monnayeurs électroniques sont capables de différencier plusieurs types de pièces introduites par la même fente, en général 5 ou 6. Il est généralement possible de programmer le monnayeur afin de choisir le type de pièces à reconnaître.
L'identification d'une pièce par un monnayeur électronique se base sur la forme de la pièce (diamètre, épaisseur, poids) et/ou sur ses propriétés magnétiques, ce qui permet en particulier de distinguer les pièces constituées de différents alliages. Dans le premier cas, les propriétés de la pièce sont mesurées par des capteurs optiques puis comparées à une base de données. Dans le second cas, la pièce passe entre deux bobines : la première émet un champ magnétique, et la seconde détecte le champ magnétique issu de la première. Le passage de la pièce modifie ce champ magnétique et chaque pièce possède une signature magnétique distincte, ce qui permet son identification.
La détection de fausses pièces est donc plus fiable que pour un monnayeur mécanique, mais un appareil utilisant les propriétés magnétiques des pièces est également sensible à une éventuelle magnétisation de la pièce.
Les monnayeurs électroniques les plus récents utilisent la reconnaissance d'image pour identifier les pièces.

## Générations
Les premiers monnayeurs (ceux des flippers, par exemple) n'acceptaient qu'un type de pièces. En France, ce fut pendant longtemps celle de 20 anciens francs, puis celle de 20 centimes après 1960. Par la suite, le coût des parties suivit le taux de l'inflation.
Les monnayeurs multipièces devaient posséder un système de calcul simple et fiable pour totaliser les montants, et éventuellement calculer la monnaie à rendre. Le premier microprocesseur utilisé à cette fin fut le National Semiconductors SC/MP également surnommé "Scamp" dont les instructions travaillaient directement en décimal.
Il faut distinguer :
- les accepteurs : ils évaluent la pièce qu'on leur donne et communiquent le crédit au distributeur automatique.
- les monnayeurs rendeurs : dotés d'un accepteur et d'un ou plusieurs tubes de stockage des pièces. Ils permettent de rendre la monnaie lorsqu'une pièce introduite dépasse le prix de vente de l'article.

La communication entre le monnayeur et le distributeur s'effectue selon différents protocoles :
- l'EXECUTIF ou protocole A est un protocole série développé par le groupe MEI (Mars Electronics International). Il représente 95 % du parc français[Quand ?]. Il a l'avantage d'être un protocole stable depuis plusieurs années. L'avantage est de laisser au monnayeur gérer la caisse en fonction des habitudes du client et optimiser les rendus.
- le MDB (multi drop bus) développé grâce à la NAMA EVA et EVMMA, dernier né des protocoles et en forte croissance[Quand ?]. Le MDB permet à l'heure où l'électronique se généralise de suppléer l'intelligence du monnayeur par celle du distributeur qui y est associé. En effet les distributeurs automatiques modernes sont tous dotés de puces et de puissants firmwares. Il a le gros inconvénient d'évoluer en permanence. Trois versions existent sur le marché, MDB1.0, MDB2.0 et MDB3.0, en fonction des constructeurs de machines, des instructions dont ils ont besoin, et de l'année de construction du distributeur automatique, ce qui ne les rend pas toujours compatibles avec les systèmes de paiement. Chaque périphérique nouveau demande une mise à jour du firmware du distributeur automatique. La gestion simple de la monétique oblige le gestionnaire à devoir régulièrement remplir les monnayeurs.
- le BDV[réf. nécessaire] est un protocole ayant de fortes ressemblances avec le MDB et est utilisé majoritairement en Allemagne.

Évolutions récentes : 
- Même si le paiement par pièces reste important à ce jour, le monnayeur rendeur permet maintenant de recevoir des systèmes de paiement cashless (cartes, clés) et des lecteurs de billets.
- L'une des fonctions clés d'un monnayeur est sa capacité à récupérer les données d'audit importantes : le cash-flow de l'activité, les transactions sur les ventes manquées, sur le remplissage des tubes et sur la quantité d'argent que contient votre monnayeur, le C.A., les ventes...

## Voir également
- Guichet automatique bancaire
- Distribution automatique